# Antonín Šváb (ur. 1974)
Antonín „Toni” Šváb (ur. 9 czerwca 1974 we Vlašimiu) – czeski żużlowiec, występujący również na długim torze i na trawie.

## Życiorys

### Kariera sportowa
Srebrny medalista młodzieżowych indywidualnych mistrzostw Czechosłowacji (1992). Pięciokrotny medalista indywidualnych mistrzostw Czech: trzykrotnie srebrny (1995, 1999, 2001) oraz dwukrotnie brązowy (2002, 2003). Złoty medalista indywidualnych mistrzostw Argentyny (2001).
Trzykrotny finalista indywidualnych mistrzostw świata juniorów (Pardubice 1993 – IX miejsce, Elgane 1994 – X miejsce, Tampere 1995 – XII miejsce). Dwukrotny uczestnik turniejów o Grand Prix Czech – jako zawodnik z „dzikimi kartami” (Praga 1999 – XXII miejsce, Praga 2004 – XXII miejsce). Srebrny medalista drużynowych mistrzostw świata (Pardubice 1999). Finalista indywidualnych mistrzostw Europy (Slaný 2003 – XI miejsce).
Czterokrotny finalista indywidualnych mistrzostw świata na długim torze (1998 – V miejsce, 2000 – VII miejsce, 2003 – XVI miejsce, 2005 – V miejsce). Finalista indywidualnych mistrzostw Europy na torze trawiastym (1999 – VI miejsce).
Startował w ligach czeskiej, czechosłowackiej, duńskiej, niemieckiej, szwedzkiej, brytyjskiej (w klubach z Exeter – 1994, 1995, 2005, Cradley – 1994, Bradford – 1994, Middlesbrough – 1996, Ipswich – 1997, 1998, 1999, 2000, Eastbourne – 2001, 2002, Belle Vue – 2004, Poole – 2005) oraz polskiej (w klubach ROW Rybnik – 1997 i Falubaz Zielona Góra – 1999, 2000, 2001, 2002, 2003)
W lidze brytyjskiej dwukrotnie zdobył złote medale, w latach 1998 oraz 2002.

### Życie prywatne
Syn Antonína Švába, również żużlowca.